# Luis Guilherme
Luis Guilherme Lira dos Santos (* 9. února 2006) je brazilský profesionální fotbalista, který hraje na pozici křídla za anglický klub West Ham United FC.

## Klubová kariéra

### Palmeiras
Luis Guilherme se narodil v Aracaju a před přestupem do Palmeiras v roce 2017 hrál v mnoha fotbalových školách ve svém rodném městě. Svou první profesionální smlouvu s klubem podepsal v červnu 2022. V lednu 2022, byl Luis Guilherme součástí týmu, který poprvé vyhrál Copa São Paulo de Futebol Júnior. V listopadu 2023 prodloužil smlouvu se zvýšeným platem a klauzulí o uvolnění ve výši 55 milionů eur.
Luis Guilherme debutoval v prvním týmu 12. dubna 2023, kdy nastoupil jako náhradník ve druhém poločase za Josého Manuela Lópeze při domácí výhře 4:2 nad Tombense v Copa do Brasil. 24. dubna 2024 vstřelil v 96. minutě svůj první gól za Palmeiras a zajistil venkovní výhru 3:2 nad Independiente del Valle ve skupinové fázi Copa Libertadores 2024.

### West Ham United
V červnu 2024 podstoupil lékařskou prohlídku v anglickém klubu West Ham United FC. 13. června 2024 klub oznámil, že se s Guilhermem dohodl na podpisu pětileté smlouvy, přičemž přestup byl dokončen následující den, kdy se otevřelo přestupové okno. Debutoval 15. července 2024 v přátelském utkání proti Ferencvárosi při remíze 2:2.

## Reprezentační kariéra
Byl povolán do brazilské reprezentace U17 na turnaj Montaigu 2022, kde ve čtyřech zápasech vstřelil tři góly a pomohl Brazílii vyhrát turnaj po 38 letech. Luis Guilherme byl později povolán do brazilské reprezentace do 20 let na Mistrovství Jižní Ameriky ve fotbale do 20 let 2023 a stal se nejmladším hráčem brazilského týmu do 20 let v 21. století. Luis Guilherme odehrál pět zápasů v celkové délce 191 minut, přispěl k prvnímu titulu Brazílie na Mistrovství Jižní Ameriky ve fotbale do 20 let po 12 letech a také pomohl Brazílii k účasti na Mistrovství světa ve fotbale hráčů do 20 let 2023.

## Statistiky

### Klubové
Platí k zápasu hranému 8. května 2024.
| Klub              | Sezóna            | Liga              | Liga   | Liga | Státní liga | Státní liga | Národní pohár | Národní pohár | Ligový pohár | Ligový pohár | Kontinentální | Kontinentální | Ostatní | Ostatní | Celkově | Celkově |
| Klub              | Sezóna            | Soutěž            | Zápasy | Góly | Zápasy      | Góly        | Zápasy        | Góly          | Zápasy       | Góly         | Zápasy        | Góly          | Zápasy  | Góly    | Zápasy  | Góly    |
| ----------------- | ----------------- | ----------------- | ------ | ---- | ----------- | ----------- | ------------- | ------------- | ------------ | ------------ | ------------- | ------------- | ------- | ------- | ------- | ------- |
| Palmeiras         | 2023              | Série A           | 19     | 0    | —           | —           | 5             | 0             | —            | —            | 3             | 0             | —       | —       | 27      | 0       |
| Palmeiras         | 2024              | Série A           | 5      | 0    | 6           | 0           | 1             | 0             | —            | —            | 5             | 1             | 1       | 0       | 18      | 1       |
| Palmeiras         | Celkově           | Celkově           | 24     | 0    | 6           | 0           | 6             | 0             | —            | —            | 8             | 1             | 1       | 0       | 45      | 1       |
| West Ham United   | 2024/25           | Premier League    | 0      | 0    | —           | —           | 0             | 0             | 0            | 0            | —             | —             | —       | —       | 0       | 0       |
| Celkově v kariéře | Celkově v kariéře | Celkově v kariéře | 24     | 0    | 6           | 0           | 6             | 0             | 0            | 0            | 8             | 1             | 1       | 0       | 45      | 1       |

## Úspěchy

#### Palmeiras
- Campeonato Brasileiro Série A: 2023
- Campeonato Paulista: 2024
- Poražený finalista Supercopa do Brasil: 2024

#### Brazílie U20
- Mistrovství Jižní Ameriky ve fotbale hráčů do 20 let: 2023